# Papelotes caesus
Papelotes caesus é uma espécie de insetos coleópteros pertencente à família Haliplidae.
A autoridade científica da espécie é Duftschmid, tendo sido descrita no ano de 1805.
Trata-se de uma espécie presente no território português.